# Europese weg 803
De Europese Weg 803 of E803 is een weg die uitsluitend door Spanje loopt.
Deze weg die begint in Salamanca (aansluiting E80), loopt via de Spaanse A-66 (deels nog in aanleg), de Autovía Ruta de la Plata, langs Mérida alwaar de E90 wordt gekruist om vervolgens in Sevilla te eindigen (aansluiting E1 en E5).